# 川越武典
川越 武典（かわごえ たけのり、1995年12月10日 - ）は、東京都世田谷区出身のプロサッカー選手。ポジションは主にMF。

## 来歴
3歳からサッカーをはじめる。13歳から15歳まで東京ヴェルディSS調布でプレー、その後国士舘高校に進学するも中退し、16歳で渡英。
語学留学の傍らでファーンボロFCに所属し、現地のサッカースクールのコーチをしながら、2014年にはボレアム・ウッドFCのテストに合格し選手登録を果たす。
2016年にはルーマニア・リーガ2のACSベルチェニに所属、初めてのプロ契約を結ぶ。
2019年にリーガ4のACSプログレス エゼリシュに入団、リーガ3昇格を果たしたもののクラブがコロナウイルスによるPCR検査費用捻出による財政難に陥ったため、自らクラウドファンディングを始めた。